# Zelandotipula associans
Zelandotipula associans is een tweevleugelige uit de familie langpootmuggen (Tipulidae). De soort komt voor in het Neotropisch gebied.